# Corybas amungwiwensis
Corybas amungwiwensis är en orkidéart som beskrevs av Pieter van Royen. Corybas amungwiwensis ingår i släktet Corybas, och familjen orkidéer. Inga underarter finns listade i Catalogue of Life.